# Rhinopithecus strykeri
Rhinopithecus strykeri (Рінопітек бірманський) — вид приматів з роду Rhinopithecus родини Мавпові.

## Опис
Вид має майже повністю чорне хутро, білі пучки вух, білу бороду і білу промежину. Обличчя голе, рожевошкіре. Їх хвіст довгий і досягає 140 відсотків довжини голови і тіла. Ніздрі спрямовані косо вгору.

## Поширення
Країни проживання: М'янма. Населяє гірські ліси на висоті 1700-3200 метрів над рівнем моря. Загальна чисельність виду складає всього 260-330 осіб, організовані в три-чотири великі групи (2011). 

## Загрози та охорона
Загрожує прямий і непрямий тиск полювання. Найчастіше мавпи потрапляють в залізні пастки, які встановлені для уловлювання оленів або диких свиней. Не відомо, чи вид присутній в будь-якій з охоронних територій.